# Ctenuchidia pectinata
Ctenuchidia pectinata är en fjärilsart som beskrevs av Gmelin 1790. Ctenuchidia pectinata ingår i släktet Ctenuchidia och familjen björnspinnare. Inga underarter finns listade i Catalogue of Life.